# Thomas Schmidheiny

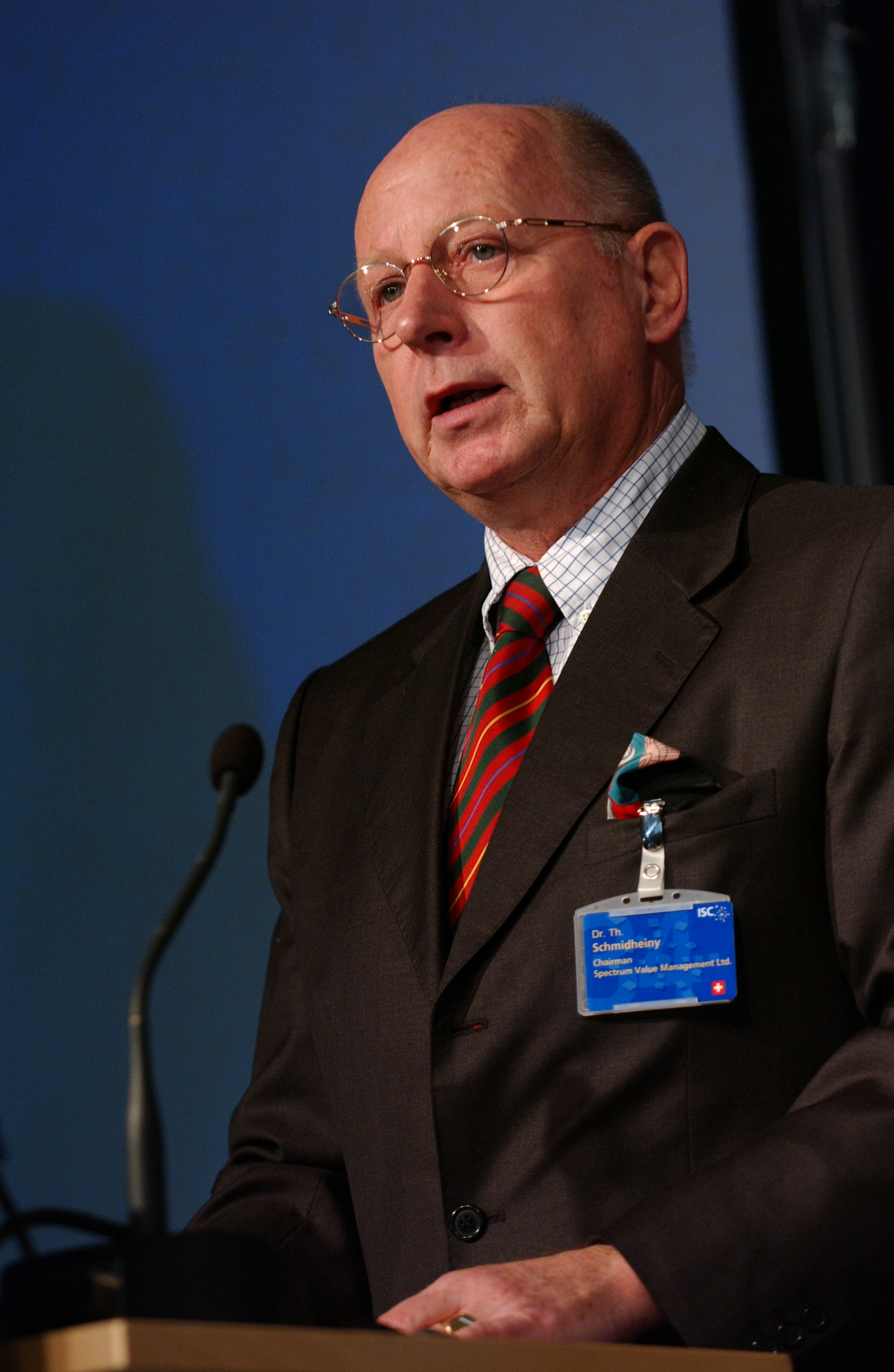
Thomas Schmidheiny am St. Gallen Symposium (2004)

Thomas Schmidheiny (* 17. Dezember 1945 in Balgach; heimatberechtigt ebenda) ist ein Schweizer Unternehmer und Kunstsammler.

## Leben
Thomas Schmidheiny wurde geboren als Sohn des Unternehmers Max Schmidheiny (1908–1991); der Unternehmer Stephan Schmidheiny ist sein Bruder. Nach der Matur an der Kantonsschule Trogen studierte Thomas Schmidheiny Maschinenbau an der ETH Zürich und schloss 1969 mit dem Diplom (Diplom Ing. ETH Betriebswissenschaften sowie Regel- und Verfahrenstechnik) ab.
1970 wurde er technischer Direktor des mexikanischen Zementkonzerns Cementos Apasco (heute Holcim Apasco). 1972 erlangte er einen MBA der Privatschule IMD Lausanne. 1976 wurde er in die Geschäftsleitung und 1978 in den Verwaltungsrat des Zementherstellers Cementfabrik «Holderbank» berufen. Von 1978 bis 2001 war er Geschäftsführer und von 1984 bis 2003 ausserdem Verwaltungsratspräsident. Dem Verwaltungsrat gehört er weiterhin an. Schmidheiny hält als grösster Einzelaktionär einen Anteil von 20,39 Prozent der Namensaktien von Holcim (per 31. Dezember 2007, direkt und indirekt).
Er ist auch Mitglied im Aufsichtsrat der Fletcher School of Law and Diplomacy. Er ist Hauptaktionär und sitzt im Verwaltungsrat der Grand Resort Bad Ragaz AG, eines der grösseren Hotelunternehmen der Schweiz, das er von seinem Vater geerbt hat. Gemäss Bilanz will er an der Generalversammlung 2022 vom Verwaltungsrat des Grand Resort Bad Ragaz ausscheiden. Die Präsenz der Familie sei allerdings durch Tochter Lisa gesichert.
Seit Juli 2013 ist er einer der Hauptaktionäre der Firma Lonrho Ltd. mit Sitz in London. Lonrho will Geschäftstätigkeiten in afrikanischen Ländern südlich der Sahara aus-, respektive aufbauen.
Ihm gehört die  nach Schweizer Recht errichtete Stiftung Kunstsammlung Thomas Schmidheiny, die insbesondere Werke des Schweizer Malers Ferdinand Hodler der interessierten Öffentlichkeit zugänglich machen will. Auch ist er Mitglied der Max Schmidheiny-Stiftung zugunsten der Universität St. Gallen und ihrer Institute sowie Mitglied der Stiftung zur Förderung des Studiengangs Master in Law and Economics an der Universität St. Gallen. Er ist (zusammen mit dem Unternehmer Klaus Gebert und der Stadt Rapperswil) Mitbegründer und Stiftungsratspräsident der Stiftung Futur zur Förderung von Jungunternehmern. Thomas Schmidheiny war erster Stiftungsratspräsident der von Schweizer Verband für Spital-, Heim- und Gemeinschaftsgastronomie 1983 gegründeten Stiftung zur Förderung der Ausbildung für die Gemeinschaftsverpflegung (heute: Gemeinschaftsgastronomie). Ausserdem betreibt er ein Weingut in Balgach und vertreibt Weine unter verschiedenen Marken.
Wie sein Bruder sah sich auch Thomas Schmidheiny immer wieder der öffentlichen Kritik ausgesetzt, sei es als Grossaktionär bei der für ihre Lohnpolitik in Südafrika kritisierten Holcim, oder mit dem Austritt aus dem Aufsichtsgremium von Xstrata im Sommer 2001, deren Tochterfirma Vantech in Südafrika massiv gegen Gesundheits- und Sicherheitsvorkehrungen verstossen haben soll. Der Austritt erfolgte, nachdem er wegen eines illegalen Börsengeschäftes ins Visier der spanischen Antikorruptionsbehörden kam und dank Kooperationsbereitschaft mit einer reduzierten Strafe von 1,5 Mio. Euro Busse bestraft wurde.
Nach der erstinstanzlichen Verurteilung seines Bruders wurde im Juli 2012 auch gegen Thomas Schmidheiny in Italien im Eternit-Prozess eine Untersuchung eingeleitet.
1999 verlieh ihm die Tufts University für seinen Einsatz für nachhaltige Entwicklung ein Ehrendoktorat.
Schmidheiny ist verheiratet und hat einen Sohn und drei Töchter.

### Engagement bei Swissair und Folgen
Schmidheiny gehörte von 1980 bis 2001 dem Verwaltungsrat der Fluggesellschaft Swissair (später: SAirGroup) an, ab 1994 als Vizepräsident.
Die Staatsanwaltschaft des Kantons Zürich erhob im März 2006 im Zusammenhang mit dem Swissair-Konkurs Anklage gegen Schmidheiny und weitere 18 Personen. Ihm wurde Gläubigerschädigung und mehrfache ungetreue Geschäftsbesorgung vorgeworfen. Er wurde, wie die anderen 18 Angeklagten, freigesprochen. Er erhielt eine Prozessentschädigung in der Höhe von 194'079 Franken. Die Staatsanwaltschaft zog das Urteil nicht weiter; damit ist der Freispruch rechtskräftig.

### Vermögen
Thomas Schmidheinys Vermögen wurde 2021 vom Schweizer Wirtschaftsmagazin Bilanz auf 3 bis 3,5 Milliarden Schweizer Franken geschätzt. Gemäß der Forbes-Liste 2015 beträgt sein Vermögen ca. 5,5 Milliarden US-Dollar. Damit belegt er Platz 6 in der Schweiz und Platz 271 auf der Forbes-Liste der reichsten Menschen der Welt.